# Kanadische Fußballnationalmannschaft/Weltmeisterschaften
Der Artikel beinhaltet eine ausführliche Darstellung der kanadischen Fußballnationalmannschaft bei Fußball-Weltmeisterschaften. Kanada nahm bisher erst zweimal (1986 und 2022) an einer Weltmeisterschafts-Endrunde teil und schied dabei stets in der Vorrunde aus. Bei der ersten Teilnahme 1986 konnte kein Tor erzielt werden. In der ewigen Tabelle der WM-Endrundenteilnehmer belegt Kanada den 77. Platz. Zusammen mit Mexiko und den USA richtet Kanada die WM 2026 aus.

## Übersicht

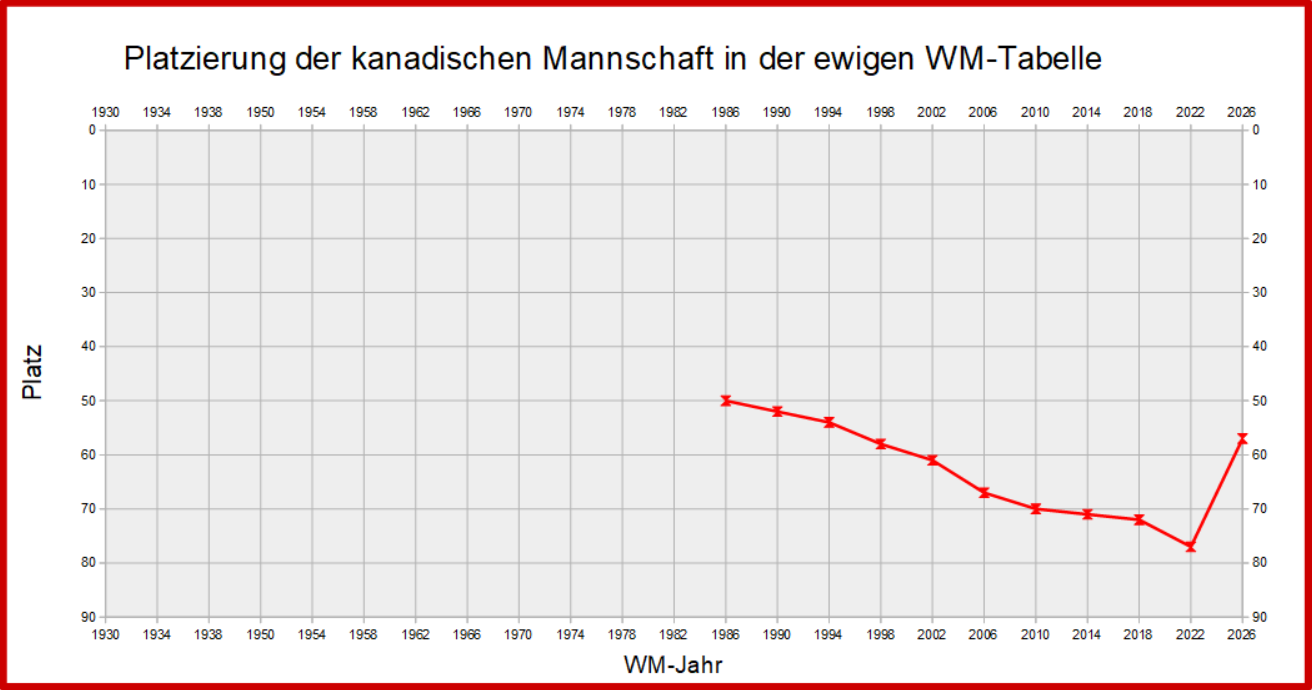
Platzierung der kanadischen Mannschaft in der ewigen WM-Tabelle

| Jahr | Gastgeberland     | Teilnahme bis …    | Letzte(r) Gegner           | Ergebnis | Trainer      | Bemerkungen und Besonderheiten |
| ---- | ----------------- | ------------------ | -------------------------- | -------- | ------------ | --- |
| 1930 | Uruguay           | nicht teilgenommen |                            |          |              | |
| 1934 | Italien           | nicht teilgenommen |                            |          |              | |
| 1938 | Frankreich        | nicht teilgenommen |                            |          |              | |
| 1950 | Brasilien         | nicht teilgenommen |                            |          |              | |
| 1954 | Schweiz           | nicht teilgenommen |                            |          |              | |
| 1958 | Schweden          | nicht qualifiziert |                            |          |              | |
| 1962 | Chile             | zurückgezogen      |                            |          |              | |
| 1966 | England           | nicht teilgenommen |                            |          |              | |
| 1970 | Mexiko            | nicht qualifiziert |                            |          |              | In der Qualifikation in der 1. Runde an den USA gescheitert, die sich ebenfalls nicht qualifizieren konnten. |
| 1974 | Deutschland       | nicht qualifiziert |                            |          |              | In der Qualifikation in der 1. Runde an den Mexiko gescheitert, das sich ebenfalls nicht qualifizieren konnte. |
| 1978 | Argentinien       | nicht qualifiziert |                            |          |              | In der Qualifikation in der 2. Runde wieder an Mexiko gescheitert. |
| 1982 | Spanien           | nicht qualifiziert |                            |          |              | In der Qualifikation im Finalturnier als Gruppendritter an El Salvador und Honduras gescheitert. |
| 1986 | Mexiko            | Vorrunde           | Frankreich, Ungarn, UdSSR  | 24.      | Tony Waiters | Nach drei Niederlagen als Gruppenletzter ausgeschieden. |
| 1990 | Italien           | nicht qualifiziert |                            |          |              | In der Qualifikation in der Vorausscheidungsrunde an Guatemala gescheitert, das sich ebenfalls nicht qualifizieren konnte. |
| 1994 | USA               | nicht qualifiziert |                            |          |              | In der Qualifikation in der interkontinentalen Qualifikation in der ersten Runde an Australien nach Elfmeterschießen gescheitert. Australien verlor dann in der 2. Runde gegen Argentinien. |
| 1998 | Frankreich        | nicht qualifiziert |                            |          |              | In der Qualifikation in der Finalrunde als Gruppenletzter von sechs Teilnehmern gescheitert. |
| 2002 | Südkorea/Japan    | nicht qualifiziert |                            |          |              | In der Qualifikation in der Zwischenrunde an Trinidad und Tobago und Mexiko gescheitert, von denen sich Trinidad und Tobago ebenfalls nicht qualifizieren konnte. |
| 2006 | Deutschland       | nicht qualifiziert |                            |          |              | In der Qualifikation in der 3. Runde an Costa Rica und Guatemala gescheitert, das sich ebenfalls nicht qualifizieren konnte. |
| 2010 | Südafrika         | nicht qualifiziert |                            |          |              | In der Qualifikation in der 3. Runde an Honduras und Mexiko gescheitert. |
| 2014 | Brasilien         | nicht qualifiziert |                            |          |              | In der Qualifikation scheiterte Kanada in der 3. Runde an Honduras und Panama. |
| 2018 | Russland          | nicht qualifiziert |                            |          |              | In der Qualifikation traf die Mannschaft in der zweiten Runde im Juni 2015 auf Dominica und setzte sich durch. In der dritten Runde schaltete Kanada Belize aus. In der vierten Runde scheiterte Kanada an Mexiko und Honduras. |
| 2022 | Katar             | Vorrunde           | Belgien, Kroatien, Marokko | 31.      | John Herdman | In der Qualifikation traf Kanada in der ersten Runde auf Aruba, Bermuda, die Cayman Islands und Suriname und erreichte mit vier Siegen die zweite Runde, in der Haiti zweimal besiegt wurde. In der dritten Runde konnte sich die Mannschaft gegen die USA, Mexiko, Costa Rica, Panama, El Salvador, Jamaika und Honduras durchsetzen. In der WM-Vorrunde schied die Mannschaft als Gruppenletzter mit drei Niederlagen aus. |
| 2026 | Kanada/Mexiko/USA | qualifiziert       |                            |          |              | Als Co-Gastgeber automatisch qualifiziert. |

Statistik (Angaben inkl. 2022: 22 Weltmeisterschaften; Prozentangaben sind gerundet)
- Sportliche Qualifikation: 2× (9 % bzw. bei 13 % der Versuche)
- Teilnahmeverzicht: 6× (37 %; 1930, 1934, 1938, 1950, 1954 und 1966)
- Zurückgezogen: 1× (5 %; 1962)
- Nicht qualifiziert: 13× (59 %; 1958, 1970, 1974, 1978, 1982, 1990, 1994, 1998, 2002, 2006, 2010, 2014 und 2018)
- Vorrunde: 2× (9 %; 1986 und 2022)

### 1930 bis 1954
Obwohl die Canadian Soccer Association bereits 1912 gegründet wurde und seit 1913 FIFA-Mitglied ist, nahm die Mannschaft an den ersten fünf Weltmeisterschaften nicht teil.

### 1958 in Schweden
Die Qualifikation für die WM in Schweden war dann die erste, an der Kanada teilnahm. Am 22. Juni 1957 bestritten die Kanadier in Toronto ihr erstes WM-Qualifikationsspiel und gewannen gegen den Nachbarn USA mit 5:1. Acht Tage später verloren sie in Mexiko-Stadt gegen Mexiko mit 0:3 und auch das Rückspiel vier Tage später ebenda verloren sie mit 0:2. Danach gewannen sie zwar noch in St. Louis gegen die USA mit 3:2, da aber Mexiko auch beide Spiele gegen die USA gewonnen hatten, fuhren die Mexikaner zur WM, nachdem sie sich auch gegen Costa Rica durchgesetzt hatten.

### 1962 in Chile
Für die WM in Chile wollten sich schon acht Mannschaften aus Nord- und Mittelamerika qualifizieren, darunter Kanada. Dennoch wurde den Nord- und Mittelamerikaner kein direkter Startplatz zugestanden, sondern der Sieger der Nord- und Mittelamerika-Qualifikation musste noch gegen eine südamerikanische Mannschaft antreten. Kanada sollte wieder gegen Mexiko und die USA antreten, zog aber vor Beginn der Qualifikation zurück. CONCACAF-Sieger Mexiko gewann die interkontinentale Relegation gegen Paraguay und qualifizierte sich für die WM 1962 in Chile und schied dort in der Vorrunde aus.

### 1966 in England
An der Qualifikation für die WM im Mutterland des Fußballs nahm Kanada dann auch nicht teil. Aus der CONCACAF-Zone qualifizierte sich Mexiko für die WM und schied dort in der Vorrunde aus.

### 1970 in Mexiko
Da Mexiko als Gastgeber der ersten WM in Mittelamerika automatisch qualifiziert war, fiel dieser Stolperstein weg. Um den zweiten Startplatz bewarben sich nun 12 Mannschaften. Kanada musste in der ersten Runde gegen die USA und die Bermudas antreten. Kanada und die USA gewannen ihre Heimspiele, während aber die USA auch in Bermuda gewannen, erreichten die Kanadier dort nur ein torloses Remis. Damit hatten die USA einen Punkt mehr und erreichten das Halbfinale. Dort scheiterten sie an Haiti, das im Finale dann gegen El Salvador in drei Spielen unterlag.

### 1974 in der Bundesrepublik Deutschland
Für die erste WM in Deutschland konnte sich Kanada erneut nicht qualifizieren, da in der ersten Qualifikations-Runde wieder Mexiko, das alle Spiele gewann, zu stark war und nur gegen den Nachbarn USA nicht verloren wurde (ein Sieg und ein Remis). Zur allgemeinen Überraschung gelang aber auch den Mexikanern nicht die Qualifikation und Haiti kam zu seiner bis heute einzigen WM-Teilnahme und überraschte dabei insbesondere die Italiener.

### 1978 in Argentinien
Für die vierte WM in Südamerika musste sich Kanada in der 1. Runde wieder mit Mexiko und den USA auseinandersetzen. Da jede Mannschaft je einmal gewann, verlor und remis spielte, hatten am Ende alle 4:4 Punkte. Die Mexikaner hatten aber die bessere Tordifferenz und waren direkt für die zweite Runde qualifiziert. Zwischen Kanada und den USA gab es ein Entscheidungsspiel in Port-au-Prince, das Kanada mit 3:0 gewann und damit in die zweite Runde einzog. Diese fand als CONCACAF-Nations-Cup 1977 in Mexiko statt und Mexiko nutzte den Heimvorteil, um sich mit fünf Siegen zu qualifizieren, während Kanada nur den vierten Platz belegte und lediglich gegen Suriname und Guatemala gewinnen konnte.

### 1982 in Spanien
Vier Jahre später standen den CONCACAF-Mannschaften wieder zwei Startplätze zu. In der Qualifikation für die WM in Spanien waren wieder Mexiko und die USA in der ersten Runde die Gegner. Kanada konnte erstmals den ersten Platz vor Mexiko belegen und damit zusammen mit Mexiko das Finalturnier erreichen. Dieses wurde als CONCACAF-Nations-Cup 1981 in der honduranischen Hauptstadt Tegucigalpa ausgetragen. Überraschend scheiterten dann aber beide punktgleich an Honduras, das den Heimvorteil nutzte und sich erstmals qualifizierte, sowie El Salvador.

### 1986 in Mexiko
Obwohl die Mexikanische Fußballnationalmannschaft als Gastgeber der zweiten WM in Mexiko wieder automatisch qualifiziert war und damit wie 1970 der größte Stolperstein für die Konkurrenz wegfiel, wurde es für die restlichen Mannschaften schwerer, sich für die WM zu qualifizieren als 1982. Denn die FIFA gestand der CONCACAF-Zone neben Gastgeber Mexiko nur einen einzigen Endrundenplatz zu. In der ersten Runde sollte Kanada gegen Jamaika antreten. Da Jamaika zurückzog, kam Kanada kampflos in die zweite Runde. In der zweiten Runde waren dann Guatemala und Haiti die Gegner. Kanada setzte sich mit drei Siegen und einem Remis durch und erreichte die CONCACAF-Endrunde gegen Costa Rica und Honduras. Kanada gewann beide Spiele gegen Honduras und spielte zweimal remis gegen Costa Rica. Damit war Kanada zum bisher einzigen Mal für die WM-Endrunde qualifiziert.
In Mexiko trafen die Kanadier in ihrem ersten WM-Spiel auf Europameister Frankreich und hielten 78 Minuten lang das 0:0. Dann traf Jean-Pierre Papin zum 1:0 für den Favoriten. Dabei blieb es. Im zweiten Spiel gegen Ungarn gerieten sie bereits in der zweiten Minute in Rückstand, in der 75. Minute gelang den Ungarn dann der 2:0-Endstand. Mit diesem Ergebnis endete dann auch das letzte Spiel gegen die UdSSR. Damit verabschiedete sich Kanada für 36 Jahre von der WM-Bühne. Kanada hatte zwar kein Spiel gewonnen, aber im Vergleich mit anderen WM-Neulingen achtbare Ergebnisse gegen renommierte Mannschaften erzielt. Dabei standen in der Mannschaft sieben vereinslose Spieler und neun Spieler, die in der Major Indoor Soccer League in den Vereinigten Staaten spielten. Nur drei Spieler spielten bei kleineren europäischen Vereinen.

### 1990 in Italien
Diesmal standen den Qualifikationsteilnehmern der CONCACAF-Zone wie 1982 wieder zwei Endrundenplätze zu. Und weil Mexiko bei einem Junioren-Turnier, das als Qualifikation für die Olympischen Spiele 1988 fungierte, ältere Spieler eingesetzt hatte, von der Qualifikation zur WM 1990 in Italien ausgeschlossen wurde, war die Chance sich zu qualifizieren enorm gestiegen. In der Qualifikation für die zweite WM in Italien scheiterte Kanada dann bereits in der Vorausscheidungsrunde an Guatemala. Nach einem 0:1 in Guatemala reichte ein 3:2 im Heimspiel nicht, da die Auswärtstorregel für Guatemala sprach. Guatemala belegte dann bei der CONCACAF-Endrunde nur den vierten Platz hinter den USA, die sich damit nach 40 Jahren Abstinenz von der WM-Bühne wieder qualifizierten, Costa Rica, das sich erstmals qualifizierte, und Trinidad und Tobago.

### 1994 in den Vereinigten Staaten
Für die WM im Nachbarland konnte sich Kanada nicht qualifizieren. In der zweiten Runde wurde zunächst hinter El Salvador der zweite Platz vor Jamaika und Bermuda belegt, wodurch die dritte Runde erreicht wurde. In dieser wurde wieder der zweite Platz belegt, diesmal hinter Mexiko vor El Salvador und Honduras. Damit musste Kanada in die interkontinentalen Playoffs. Nach einem 2:1 im Heimspiel gegen Australien wurde das Rückspiel in Australien mit 1:2 verloren. Damit musste das Elfmeterschießen entscheiden. Hier hatten die Australier die besseren Schützen und gewannen es mit 4:1. Australien scheiterte dann aber im Interkontinental-Finale an Argentinien.

### 1998 in Frankreich
Für die zweite WM in Frankreich, für die sich drei CONCACAF-Mannschaften qualifizieren durften, konnte sich Kanada dann ebenfalls nicht qualifizieren. In der Halbfinalrunde setzte sich die Mannschaft zunächst zusammen mit El Salvador gegen Panama und Kuba durch, indem fünf Spiele gewonnen wurden und eins remis endete. In der Finalrunde wurde dann aber nur der letzte Platz hinter Mexiko, den USA, Jamaika, das sich erstmals auch qualifizieren konnte, Costa Rica und El Salvador belegt. Kanada konnte dabei nur das Heimspiel gegen Costa Rica gewinnen sowie drei Remis erreichen, verlor aber sechs Spiele.

### 2002 in Japan und Südkorea
In der Qualifikation für die erste WM in Asien setzte sich Kanada in der Interzonen-Qualifikation mit 1:0 und 0:0 gegen Kuba durch und erreichte damit die Zwischenrunde zusammen mit Trinidad und Tobago, Mexiko und Panama. Kanada konnte nur das Heimspiel gegen Panama gewinnen und zudem zwei Remis erreichen. Damit reichte es nur zu Platz 3. Gruppensieger Trinidad und Tobago wurde dann in der letzten Runde nur Gruppenletzter, während sich der Gruppenzweite Mexiko dort punktgleich mit den USA als Zweiter hinter Costa Rica für die WM-Endrunde qualifizierte.

### 2006 in Deutschland
Für die zweite WM in Deutschland qualifizierte sich Kanada ebenfalls nicht. Die Mannschaft musste erst in der zweiten Runde eingreifen und gewann gegen Belize beide Spiele mit 4:0. In der dritten Runde wurde hinter Costa Rica, Guatemala und Honduras nur der letzte Gruppenplatz belegt. Lediglich das letzte Spiel in Guatemala wurde mit 1:0 gewonnen, als Guatemala schon für die nächste Runde qualifiziert war. In dieser belegte Guatemala aber nur den fünften Platz. Aus der CONCACAF-Zone qualifizierten sich USA, Mexiko und Costa Rica; und nach interkontinentaler Relegation gegen den AFC-Fünften Bahrain auch Trinidad und Tobago für die WM-Endrunde 2006 in Deutschland.

### 2010 In Südafrika
Für die erste WM in Afrika qualifizierte sich Kanada ebenfalls nicht. In der zweiten Qualifikationsrunde wurden St. Vincent und die Grenadinen mit 3:0 und 4:1 ausgeschaltet. Die dritte Runde musste Kanada gegen Honduras, Mexiko und Jamaika bestreiten. Da es in sechs Spielen zwei Remis und vier Niederlagen gab, belegte Kanada nur den letzten Platz. Honduras und Mexiko konnten sich dann in der letzten Runde neben den USA für die WM qualifizieren. Der CONCACAF-Vierte Costa Rica scheiterte in der interkontinentalen Relegation gegen den CONMEBOL-Fünften Uruguay.

### 2014 in Brasilien
Die Qualifikation für die zweite WM in Brasilien begann zunächst gut für Kanada. In der zweiten Runde setzte sich die Mannschaft mit vier Siegen und zwei Unentschieden gegen Puerto Rico, St. Kitts und Nevis sowie St. Lucia durch. In der Dritten Runde wurde aber hinter Honduras und Panama nur der dritte Platz belegt. Dabei hatte Kanada am Ende zwar nur einen Punkt weniger, aber das entscheidende Spiel um den Gruppensieg in Honduras mit 1:8 verloren. Der dritte Gruppengegner Kuba hatte mit dem Ausgang nichts zu tun und erreichte nur ein Remis bei fünf Niederlagen. Nach dem 1:8 musste Trainer Stephen Hart seinen Hut nehmen, seine drei Nachfolger konnten aber die Geschicke bisher nicht zum Besseren wenden. Gruppensieger Honduras konnte sich anschließend für die WM qualifizieren. Panama scheiterte dagegen knapp: Im letzten Spiel der Qualifikation in Panama stand es bis zur 90. Minute 2:1 für Panama gegen die bereits qualifizierten US-Amerikaner, wodurch Panama vor Mexiko auf Platz 4 die interkontinentalen Playoffs erreicht hätte. Dann erzielten Graham Zusi und Aron Jóhannsson in der 90. Minute noch zwei Tore zum 3:2 für die USA. Hierdurch wurde Mexiko Vierter und konnte sich dann gegen Neuseeland in den Playoffs durchsetzen. Costa Rica qualifizierte sich als Gruppenzweiter der CONCACAF-Endrunde ebenfalls für die WM-Endrunde in Brasilien.

### 2018 in Russland
In der Qualifikation für die WM in Russland musste Kanada erst in der zweiten Runde eingreifen und traf dabei auf Dominica, den Sieger der Erstrundenpartie gegen die Britischen Jungferninseln. Kanada setzte sich mit zwei Siegen (2:0 und 4:0) durch und traf in der dritten Runde auf Belize. Nach einem Heimsieg und einem Auswärtsremis stand Kanada in der vierten Runde, die als Gruppenphase ausgetragen wurde. Dort belegte Kanada nur den dritten Platz hinter Mexiko und Honduras und schied gemeinsam mit dem Tabellenletzten El Salvador aus.

### 2022 in Katar
In der Qualifikation traf die Mannschaft in der ersten Runde auf Aruba, Bermuda, die Cayman Islands und Suriname. Die Spiele fanden wegen der COVID-19-Pandemie erst im März und Juni 2021 und auf neutralem Platz in den USA statt. Kanada wurde mit vier Siegen Gruppensieger und spielte dann im Juni gegen Haiti um einen Platz in der dritten Runde. Sowohl das Hinspiel in Haiti als auch das Rückspiel in den USA gewannen die Kanadier. In der dritten Runde trafen sie auf die USA, Mexiko, Costa Rica, Panama, El Salvador, Jamaika und Honduras. Die Kanadier verloren nur das drittletzte Spiel in Costa Rica mit 0:1, wodurch die vorzeitige Qualifikation verpasst wurde. Denn zuvor gab es sieben Siege und vier Remis. Durch einen 4:0-Sieg gegen Jamaika qualifizierten sich die Kanadier am vorletzten Spieltag zum zweiten Mal für die WM-Endrunde. John Herdman wäre dann der erste Trainer, der sowohl mit Frauen- als auch einer Männernationalmannschaft an einer WM-Endrunde teilnimmt, denn bereits 2007 und 2011 hatte er mit den Neuseeländerinnen und 2015 mit den Kanadierinnen an den WM-Endrunden der Frauen teilgenommen.
Bei der Endrunde trafen die Kanadier auf Belgien, Marokko und erstmals auf Kroatien. Nach einer knappen 0:1-Niederlage gegen Belgien im ersten Spiel der Gruppenphase erlitt die kanadische Nationalmannschaft in der darauffolgenden Partie gegen Kroatien ihre höchste WM-Niederlage (1:4). Bereits zu diesem Zeitpunkt war das Aus in der Vorrunde für das Team nicht mehr abzuwenden. Auch das letzte Spiel gegen die marokkanische Auswahl ging mit 1:2 verloren, sodass Kanada wie schon 1986 in Mexiko als Gruppenletzter ausschied.

### 2026 in Kanada, Mexiko und den USA
Für die WM 2026 hatten sich die drei Verbände des nordamerikanischen Kontinents gemeinsam beworben und setzten sich bei der Abstimmung am 13. Juni 2018 mit 134:65 Stimmen gegen Marokko durch. Gegenüber den letzten WM-Turnieren wird die Teilnehmerzahl von 32 auf 48 erhöht. Als Co-Gastgeber ist Kanada automatisch qualifiziert.

## Rangliste der kanadischen WM-Spieler mit den meisten Einsätzen
1. Sam Adekugbe, Milan Borjan, Ian Bridge, Tajon Buchanan, Jonathan David, Alphonso Davies, Junior Hoilett, Atiba Hutchinson, Paul James,  Alistair Johnston, Ismaël Koné, Cyle Larin, Richie Laryea, Bob Lenarduzzi, Kamal Miller, David Norman, Jonathan Osorio, Randy Ragan, Randy Samuel, Branko Šegota, Carl Valentine, Steven Vitória und Bruce Wilson – 3 Einsätze bei einem Turnier

## Rangliste der kanadischen  WM-Spieler mit den meisten WM-Toren
1. Alphonso Davies – 1 Tor

## Bei Weltmeisterschaften gesperrte Spieler
- 1986: Im zweiten Spiel gegen die Ungarn erhielt Mike Sweeney die Rote Karte und war für das letzte Gruppenspiel gegen die UdSSR gesperrt.

## Anteil der im Ausland spielenden Spieler im WM-Kader
Legionäre stellten neben sieben vereinslosen Spielern das größte Kontingent im ersten WM-Kader der Kanadier. Nur zwei Spieler (Paul Dolan und George Pakos – beide je ein Spiel) spielten in Kanada. Mindestens neun Spieler waren nicht in Kanada geboren worden, 3 in Schottland, je 1 in Deutschland, England, Italien, Jugoslawien, Trinidad & Tobago sowie der Tschechoslowakei. 2022 spielen 16 Spieler bei europäischen Vereinen und zehn bei Vereinen in der Major League Soccer, davon zwei für US-Vereine.
| Jahr (Spiele) | Anzahl (Länder) | Spieler (Einsätze) |
| ------------- | --- | --- |
| 1986 (3)      | 13 (1 in Belgien, 1 in Nordirland, 1 in Schottland, 1 in der Schweiz, 9 in den USA) | Igor Vrablić (2); Terry Moore (0); Colin Miller (0); Ian Bridge (3); Pasquale de Luca (0), Gerry Gray (2), Bob Lenarduzzi (3), Tino Lettieri (2), Dale Mitchell (1), David Norman (3), Branko Šegota (3), Mike Sweeney (2), Carl Valentine (3) |
| 2022 (3)      | 18 (3 in Belgien (davon einer in der Division 1B), 1 in Deutschland, 1 in England (2. Liga), 2 in Frankreich, 1 in Griechenland, 2 in Portugal, 1 in Schottland, 1 in der Schweiz, 1 in Serbien, 1 in Spanien, 2 in der Türkei, 2 in den USA (zudem 8 Spieler, die bei kanadischen Vereinen in der gemeinsamen Major League Soccer spielen) | Tajon Buchanan (3), Liam Fraser, Cyle Larin (3); Alphonso Davies (3); Junior Hoilett (3); Jonathan David (3), Iké Ugbo; Derek Cornelius; Stephen Eustáquio (2), Steven Vitória (3); David Wotherspoon (1); Liam Millar (1); Milan Borjan (3); Mark-Anthony Kaye (1); Sam Adekugbe (3), Atiba Hutchinson (3); Jonathan Osorio (3), Dayne St. Clair |

## Spiele
Kanada bestritt bisher sechs WM-Spiele, die alle verloren wurden. Dabei spielte Kanada nie im Eröffnungsspiel, nie gegen den Gastgeber, Neulinge, den Titelverteidiger oder späteren Weltmeister. Alle Spiele sind bisher einmalig. Alle sechs Niederlagen sind (mit Ausnahme des Spiels gegen Marokko) die höchsten gegen diese Gegner.
| Alle WM-Spiele |            |          |             |   |                 |          |                                      |
| Nr.            | Datum      | Ergebnis | Gegner      |   | Austragungsort  | Anlass   | Bemerkung                            |
| 1.             | 01.06.1986 | 0:1      | Frankreich  | * | León (MEX)      | Vorrunde | Erstes Länderspiel gegen Frankreich  |
| 2.             | 06.06.1986 | 0:2      | Ungarn      | * | Irapuato (MEX)  | Vorrunde | Erstes Länderspiel gegen Ungarn      |
| 3.             | 09.06.1986 | 0:2      | Sowjetunion | * | Irapuato (MEX)  | Vorrunde | Einziges Länderspiel gegen die UdSSR |
| 4.             | 23.11.2022 | 0:1      | Belgien     | * | ar-Rayyan (QAT) | Vorrunde |                                      |
| 5.             | 27.11.2022 | 1:4      | Kroatien    | * | ar-Rayyan (QAT) | Vorrunde | Erstes Länderspiel gegen Kroatien    |
| 6.             | 01.12.2022 | 1:2      | Marokko     | * | Doha (QAT)      | Vorrunde |                                      |

## Negativrekorde
- Kanada gehört zu den 20 der bisher 80 WM-Endrundenteilnehmer, die bisher noch kein Spiel gewinnen konnten, und den 11 Teilnehmern, die noch keinen Punkt gewinnen konnten.